# Reeuwijkse Plassen
De Reeuwijkse Plassen zijn dertien plassen tussen Bodegraven en Gouda, ten oosten van het dorp Reeuwijk. Ze zijn van elkaar gescheiden door smalle weggetjes. De plassen hebben allemaal een rechthoekige vorm, waarin de vroegere verkaveling van de veengronden uit de tijd van de 'Grote Ontginning' nog valt te herkennen. De totale oppervlakte is circa 735 hectare.

## Geschiedenis
Op de Broekvelden/Vettenbroek na zijn de plassen in de 18e eeuw ontstaan door turfwinning. Vanuit het lintdorp Sluipwijk werd het veen tot ver onder het grondwaterpeil weggebaggerd, om te worden gedroogd tot turf die werd opgestookt door de pottenbakkerijen en bierbrouwerijen van Gouda. In de 19e eeuw ontstonden plannen om de plassen in te polderen, maar daar is het nooit van gekomen. Op 20 juli 1930 werd door Provinciale Staten van Zuid-Holland definitief tegen inpoldering beslist. Broekvelden/Vettenbroek is in de jaren zeventig van de 20e eeuw ontstaan als zandwinningsput voor de aanleg van de A12 en de wijk Bloemendaal in Gouda.

## Recreatie
Tegenwoordig worden de veenplassen gebruikt voor recreatie. De plassen Sloene, Broekvelden/Vettenbroek, Klein Elfhoeven en Ravensberg zijn verboden voor motorvaartuigen. Op de overige plassen zijn motorvaartuigen toegestaan, met een maximumsnelheid van 6 kilometer per uur. Op 's-Gravenbroek en Elfhoeven worden zeilwedstrijden gehouden, onder andere de jaarlijkse Goudse Zeilweek. De plas Broekvelden/Vettenbroek is ingericht voor windsurfers. Voor alle types boten is op alle plassen met uitzondering van Broekvelden/Vettenbroek (de "Surfplas") een vaarontheffing vereist, variërend van €7,50 tot €13,25 per week of €18,- tot €47,- per jaar (2023). Er wordt streng en zonder gedogen gehandhaafd. Het gebied is sinds mei 2014 in eigendom van Groenalliantie Midden-Holland. Het beheer is uitbesteed aan Staatsbosbeheer. Behalve voor watersport wordt een aantal plassen ook gebruikt voor de jacht op watervogels, op veel eilandjes en oevers zijn schuilhutjes van jagers te vinden.

## Namen van de plassen
- 's-Gravenbroek
- Elfhoeven
- Klein Elfhoeven
- Vrijhoef
- Kalverbroek
- Nieuwenbroek
- Gravekoop
- Groot Vogelenzang
- Klein Vogelenzang
- Ravensberg
- Sloene
- Roggenbroek
- Broekvelden/Vettenbroek (onderdeel van het Natura 2000-gebied Broekvelden, Vettenbroek & Polder Stein, beter bekend onder de naam "Surfplas")